# Dysmutaza ponadtlenkowa

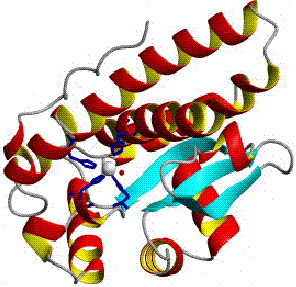
Mn-SOD

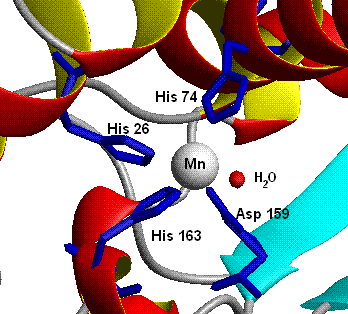
Centrum aktywne SOD

Dysmutaza ponadtlenkowa (SOD, z ang. superoxide dismutase, E.C. 1.15.1.1) – enzym z grupy oksydoreduktaz katalizujący dysmutację anionorodnika ponadtlenkowego.
Dysmutaza ponadtlenkowa została wyizolowana w 1939 roku z erytrocytów wołu, a największa jego zawartość jest w komórkach wątroby. Jest pierwszym odkrytym enzymem którego substratem jest wolny rodnik. Enzym ten jest metaloproteiną. Składa się z części białkowej (apoenzym) oraz katalitycznej grupy prostetycznej w formie atomu metalu pełniącej funkcję centrum aktywnego.
W komórkach ludzkich występują trzy izoenzymy dysmutaz ponadtlenkowych:
- Cytoplazmatyczna SOD-1 zawierająca miedź (Cu) i cynk (Zn) CuZnSOD-1 o masie cząsteczkowej 32 kDa, chromosom 21q22.
- Mitochondrialna SOD-2 zawierająca mangan (Mn) MnSOD-2, o masie cząsteczkowej 96 kDa, chromosom 6q25.
- Wydzielana na zewnątrz komórki SOD-3, inaczej EC SOD, zawierająca miedź (Cu) i cynk (Zn) CuZnSOD-3, o masie cząsteczkowej 135 kDa, chromosom 4q21. Występuje w limfie, osoczu, płynie maziowym. W odróżnieniu od pozostałych izoenzymów może być wydalana na zewnątrz, a jej umiejscowienie komórkowe to błona komórkowa i macierz międzykomórkowa.

Jest ona strukturą tetrameryczną z elementami sacharydowymi, i jest odporna na działanie mocznika i wysokich temperatur oraz wiąże heparynę w odróżnieniu od dwóch pozostałych izoform dysmutaz ponadtlenkowych. SOD-1 i SOD-2 nie mają w swojej budowie cukrów, a SOD-1 jest homodimerem, pozostałe dwie formy to homotetramery.
SOD-1 oraz EC SOD mogą być hamowane przez jony cyjankowe lub azydkowe.
Podstawienie reszty seryny przez 3-metyloamino-L-alaninę (aminokwas niebiałkowy) zmienia strukturę SOD-1, co może skutkować degeneracją neuronów i rozwojem stwardnienia zanikowego boczne zachodniego Pacyfiku

## Aktywność w roślinach
Synteza takich enzymów jak dysmutaza ponadtlenkowa, oksydaza L-askorbinianowa i polimeraza DNA Delta 1 inicjuje się wraz z aktywacją genów związanych z warunkami stresowym dla roślin. Ograniczenie tego procesu zainicjowanego warunkami silnego zasolenia gleby można osiągnąć podając roślinom egzogenną glutaminę. Zmniejszenie poziomu ekspresji genów odpowiedzialnych za syntezę dysmutazy ponadtlenkowej wzrasta wraz ze wzrostem stężenia glutaminy.